# Bacardi
Bacardi is een van oorsprong Cubaanse producent van sterkedrank, die vooral bekend is van zijn rum (zoals Bacardi 151) en Bacardi Breezer. Het familiebedrijf verkoopt drank in ruim 170 landen. Het hoofdkantoor van Bacardi staat in Hamilton, Bermuda.

## Geschiedenis
Bacardi werd op 4 februari 1862 in Santiago de Cuba opgericht door Facundo Bacardí. Na de Cubaanse revolutie werden de bezittingen van het bedrijf in Cuba in 1960 genationaliseerd. Al voor de revolutie had Bacardi de activa en het eigendom van de merken en formules verplaatst naar de Bahama's. Ook werd er reeds rum geproduceerd bij distilleerderijen in Puerto Rico en Mexico. De verschillende werkmaatschappijen in Mexico, Puerto Rico, de Verenigde Staten, de Bahama's en Bermuda zijn in 1992 geconsolideerd tot één bedrijf. Tegenwoordig is het een van de grootste sterkedrankconcerns ter wereld, met een omzet van ongeveer $ 5,5 miljard (in 2008).
Bacardi is sinds de nationalisatie niet meer actief in Cuba. Dranken die gemaakt worden in de voormalige Bacardi distilleerderij worden verkocht onder de naam Caney. Hoewel het hedendaagse Bacardi niets meer te maken heeft met het land Cuba probeert het om commerciële redenen haar Cubaanse afkomst te benadrukken.
In de Verenigde Staten verkoopt Bacardi ook rum van het merk Havana Club, waarvoor de rechten op naam en receptuur zijn gekocht van de toenmalige eigenaar, de familie Arechabala. Havana Club, het grootste merk rum in Cuba, is een bedrijf dat eveneens genationaliseerd werd na de Cubaanse revolutie van 1959. Bacardi heeft kritiek en juridische problemen gehad over deze strategie, deels omdat het klanten onterecht zou laten geloven dat het een Cubaans product betreft en deels omdat Bacardi op verscheidene manieren de Amerikaanse boycot van Cuba heeft gesteund en daarmee het Cubaanse volk benadeelt. Buiten de Verenigde Staten is de distributie en verkoop van (Cubaanse) Havana Club in handen van Pernod Ricard.

## Producten en merken
Hoewel Bacardi voornamelijk bekend is geworden door zijn rum heeft het bedrijf ook verschillende andere dranken op de markt gebracht en overgenomen. Hieronder een lijst van merken:
- Rum: Bacardi Rum, Castillo, Palmas, Piña Colada en Estelar
- Bacardi Breezer
- Bacardi Limón, O, Razz/Berry, Cóco, Big Apple en Grand Melón (varianten op Bacardi Breezer)
- Italiaanse vermout: Martini en Cinzano
- Franse vermout: Noilly Prat
- Wodka: Grey Goose, Eristoff, Russian Prince en Natasha
- Blended Scotch Whisky: Dewar's en William Lawson's
- Single Malt Scotch Whisky: Aberfeldy, Glen Deveron, Royal Brackla, Craigallachie en Aultmore
- Gin: Bombay Sapphire en Bosford
- Tequila: Cazadores, Corzo, Cuatro en Camino
- Cognac: Otard en Gaston de la Grange
- Brandewijn: Viejo Vergel
- Likeur: Get 27/31, China Martini, Nassau Royale, Bénédictine en B&B
- Wijn: Martini, Grandi Auguri en Magici Istanti

Veel van deze producten werden erkend voor hun kwaliteit door Monde Selection.

## Galerij

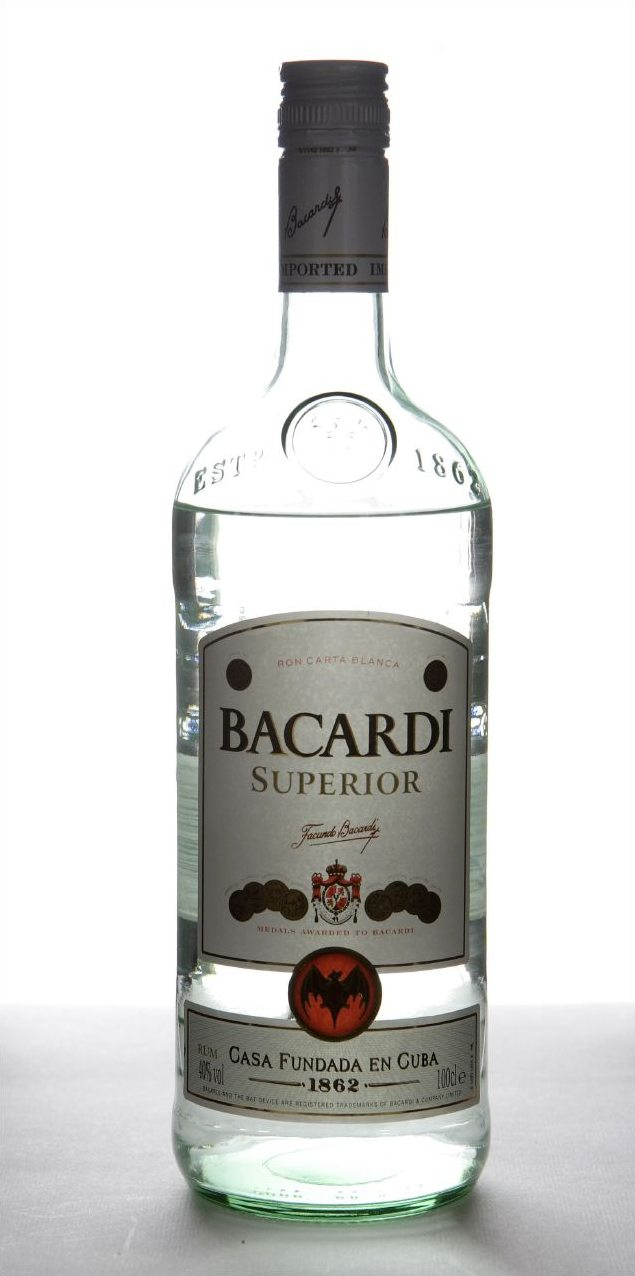
Een fles Bacardi Superior
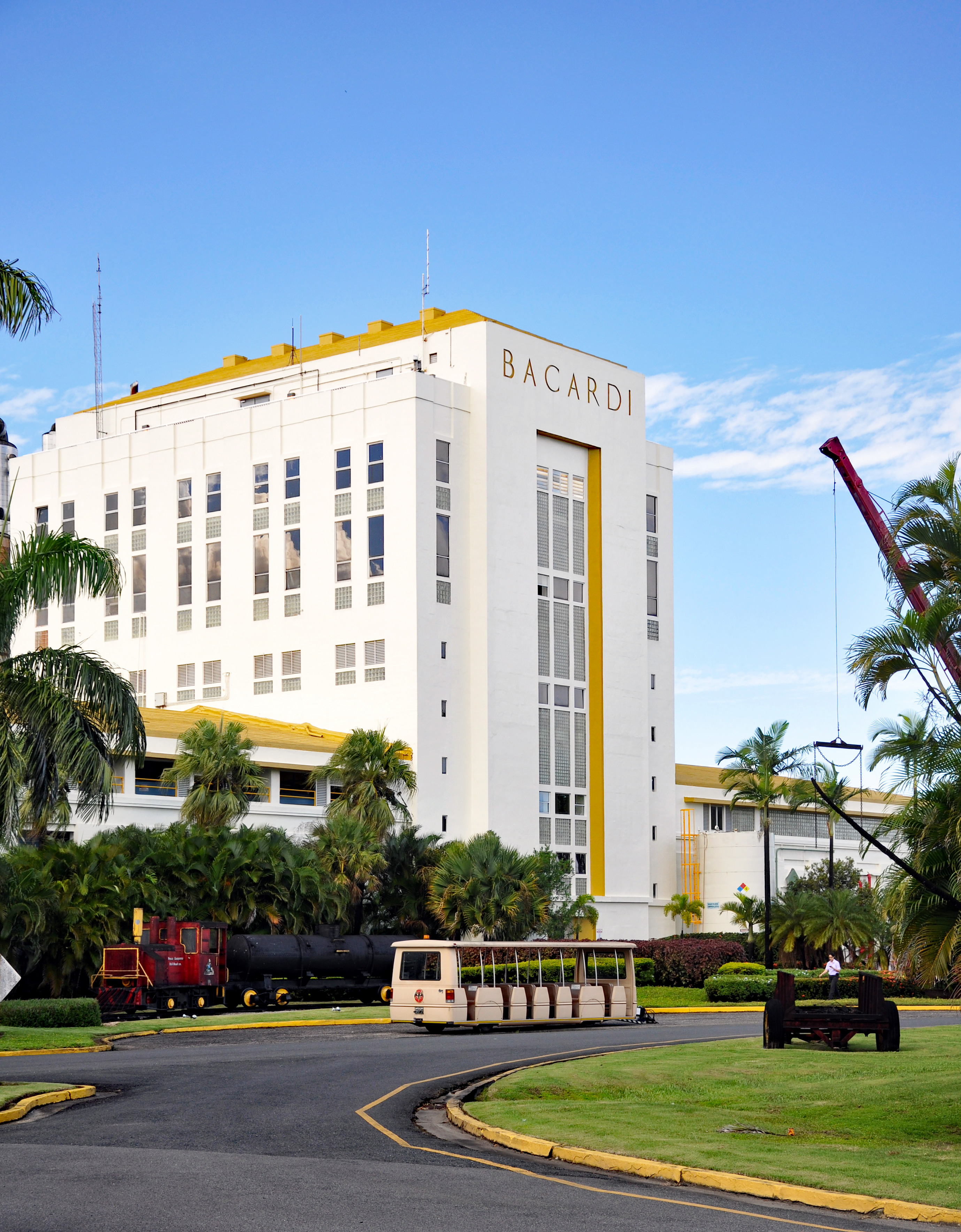
De fabriek in Puerto Rico nabij San Juan.
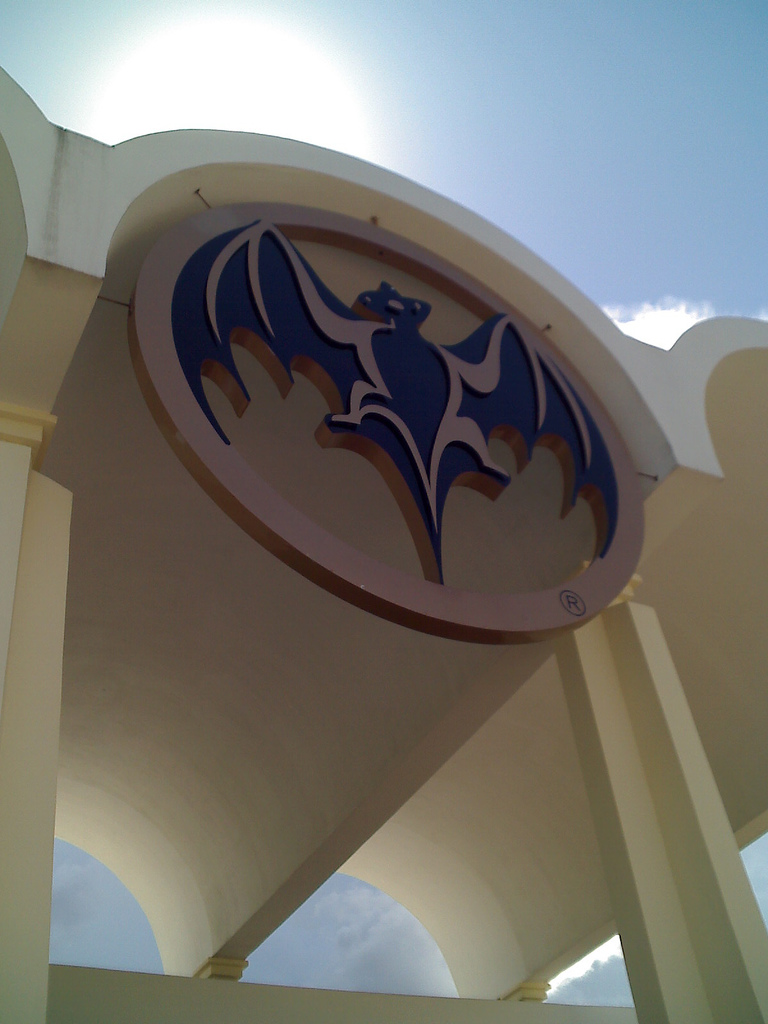
Ingang van het Bacardi Museum in de buurt van San Juan.
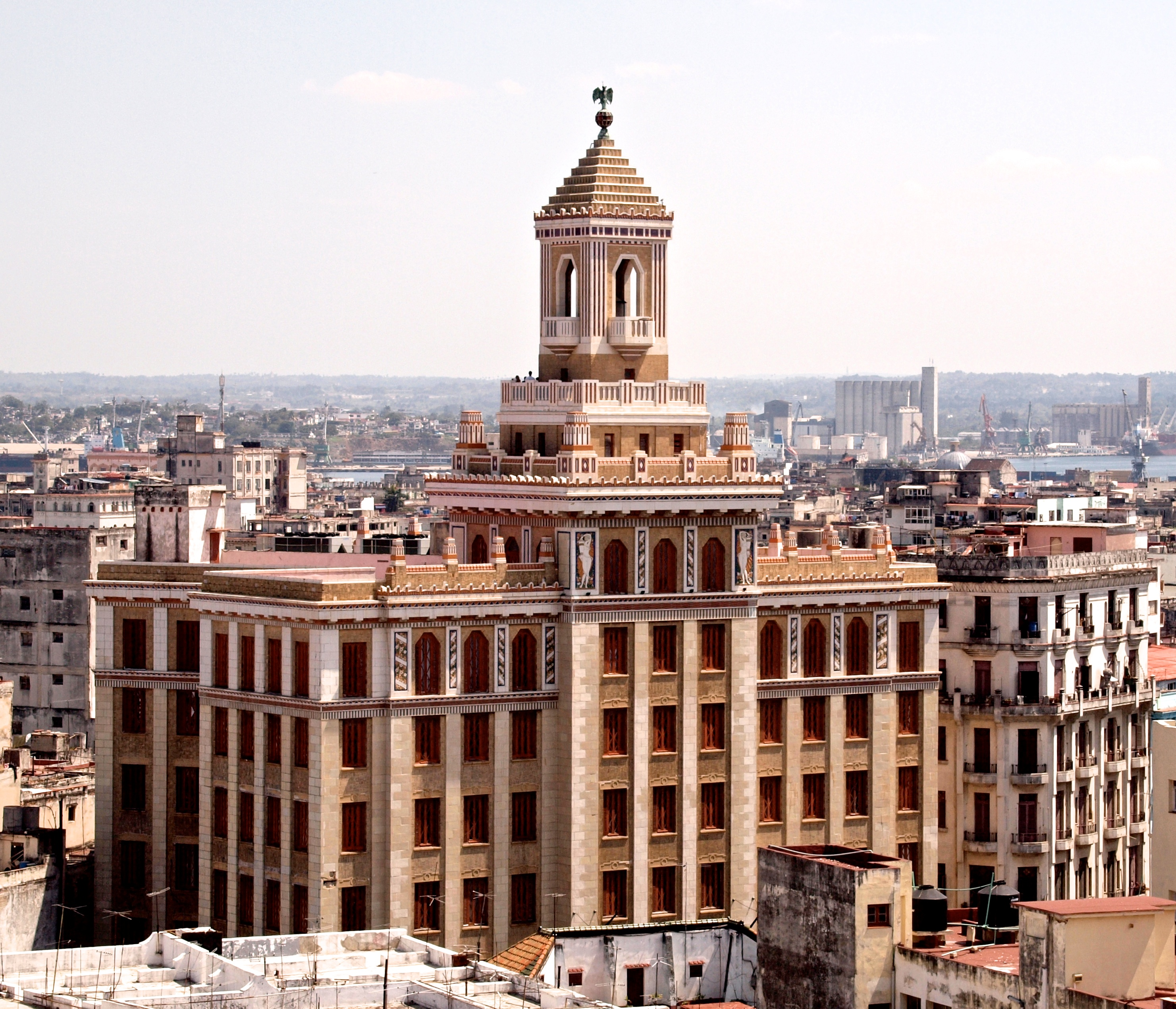
Het "Bacardi Building" te Havana, Cuba.

## Trivia
- Toen koning Alfons XIII van Spanje de Spaanse griep kreeg, dronk hij een fles Bacardi-rum leeg. De volgende dag was de koorts weg en, hoewel het onwaarschijnlijk is dat dit door de Bacardi zou zijn gekomen, staat sindsdien op elke Bacardifles het Spaanse koninklijk wapenschild afgebeeld.[4]
- In 2021 had de Leidse zanger Mart Hoogkamer een nummer 1-hit met het nummer Ik ga zwemmen, waarvan de eerste refreinregel luidt: "Ik ga zwemmen in Bacardi Lemon."